# Das Herz des Stierkämpfers
Das Herz eines Stierkämpfers (Originaltitel: The Spaniard) ist ein US-amerikanisches Stummfilmdrama aus dem Jahr 1925 von Raoul Walsh mit Ricardo Cortez und Jetta Goudal in den Hauptrollen. Das Drehbuch basiert auf dem Roman The Spaniard von Juanita Savage.

## Handlung
Don Pedro de Barrego, ein spanischer Grande, besucht England und verliebt sich in Dolores Annesley, eine schöne junge Engländerin, die seine Avancen zurückweist. Barrego kehrt nach Hause zurück und nimmt seinen Beruf als Stierkämpfer wieder auf. Dolores reist nach Sevilla, wo sie Barrego bei der Arbeit in der Arena zusieht. Sie wird später von einem Sturm gezwungen, in Barregos Bergschloss Zuflucht zu suchen, wo er sie gegen ihren Willen festhält. 
Dolores versucht mit Hilfe von Gómez, Barregos Diener, zu fliehen, aber Barrego entdeckt ihre Pläne und schickt Gómez weg. Dolores entkommt später allein zu Pferd. Barrego nimmt die Verfolgung auf, aber sein Pferd stürzt und verletzt ihn schwer. Gómez packt Dolores, aber Barrego rettet sie trotz seiner Verletzungen. Dolores gibt schließlich freimütig zu, dass sie den Spanier liebt, und plant, seine Frau zu werden.

## Hintergrund
Am 4. Mai 1925 kam der Film in die US-Kinos.
Da keine Kopien der sieben Filmrollen existieren, gilt der Film als verschollen.

## Kritiken
Im Magazin Exhibitors Trade Review hieß es, wären da nicht die extrem teuren Kulissen und die Einführung einiger Stierkämpfe, die täuschend echt aussehen, wäre das Werk ein ganz gewöhnlicher Film. Man habe keine Kosten gescheut, um ihn zu produzieren. Aber was die Geschichte betrifft, habe er nicht den geringsten Hauch von Originalität, der menschliche Aspekt fehle völlig. Er sei nur ein Potpourri aus wildem Melodrama und leidenschaftlichem Liebesspiel.